# Daniel (poème)
Pour les articles homonymes, voir Daniel.

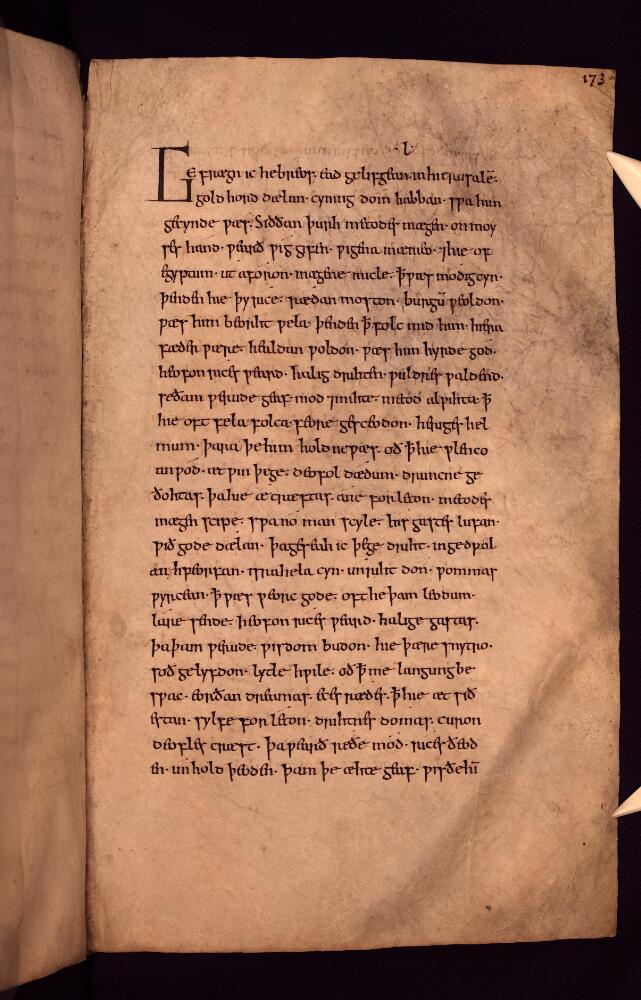
La première page de Daniel dans le manuscrit Junius.

Daniel est un poème en vieil anglais qui figure dans le manuscrit Junius. Long de 764 vers, il s'agit d'une adaptation des cinq premiers chapitres du Livre de Daniel. Il relate l'histoire des Hébreux à la cour des rois babyloniens Nabuchodonosor et Balthazar, avec une emphase particulière sur l'épisode des trois enfants dans la fournaise.
La compilation du manuscrit Junius remonte aux alentours de l'an 1000, mais il est impossible de dater la rédaction du poème.

## Résumé
Le poème débute en décrivant la gloire du royaume d'Israël fondé après l'Exode hors d'Égypte, faisant le lien avec l’Exode, le poème précédant Daniel dans le manuscrit. Mais les Hébreux succombent au péché d'orgueil et se détournent du droit chemin. Ils en sont punis : le roi Nabuchodonosor les écrase et les déporte à Babylone, sa capitale.
Nabuchodonosor fait un rêve que ses sorciers sont incapables d'interpréter, mais le prophète hébreu Daniel y parvient. Ignorant ses appels à recevoir la vraie foi, le roi édifie alors une idole en or et ordonne à ses sujets de l'adorer, mais trois jeunes Hébreux, Ananias, Azarias et Misaël, s'y refusent. Furieux, Nabuchodonosor ordonne de les jeter dans une fournaise, mais un ange les protège des flammes. Suivent deux chants de louange au seigneur, le premier par Azarias seul, le second par les trois jeunes gens. Stupéfait, Nabuchodonosor les laisse en paix.
Nabuchodonosor fait à nouveau un rêve, que Daniel interprète comme un avertissement divin, mais le roi l'ignore à nouveau. Mal lui en prend, puisqu'il se retrouve chassé de son royaume et réduit à l'exil pendant sept années. Lorsqu'il est rétabli sur son trône au terme de cette épreuve, il se comporte en souverain juste et éclairé, apportant paix et prospérité à son royaume.
Le poème se conclut sur le festin de Balthazar, le successeur de Nabuchodonosor. Ivre et gonflé d'orgueil, il défie Dieu, sur quoi apparaît une inscription sur un mur que nul ne parvient à lire. Il presse Daniel de lui expliquer ce que veulent dire les mots, et le prophète lui annonce la chute prochaine de son royaume.

## Codicologie
Comme la plupart des poèmes anglo-saxons, Daniel n'est attesté que par une seule copie. Celle-ci figure dans le manuscrit Junius, un recueil de quatre poèmes bibliques en vieil anglais compilé aux alentours de l'an 1000. Daniel occupe les pages 173 à 212 du codex. Le manuscrit Junius est partiellement enluminé, mais ce travail d'illustration s'est interrompu au milieu de la Genèse. Le reste du livre présente ainsi des espaces vierges à l'endroit où les enluminures auraient dû être réalisées.
Les trois premiers poèmes du manuscrit, la Genèse, l’Exode et Daniel, ont été recopiés à partir d'un modèle unique par un même scribe (le quatrième poème, Le Christ et Satan, n'est pas de la même main). Ces trois poèmes sont divisés en sections numérotées consécutivement, ce qui implique que le scribe les considérait comme une œuvre unique. Daniel correspond aux sections L à LV, mais certains des numéros de section n'ont pas été portés sur le manuscrit.
Le poème tel qu'il figure dans le manuscrit semble provenir de deux textes distincts. Les vers 279 à 408 présentent en effet de nombreuses caractéristiques d'une interpolation : ils diffèrent des vers qui les précèdent et les suivent en termes de vocabulaire et de métrique et sont par ailleurs rédigés en grande partie au discours direct, se distinguant de la narration du reste du poème. La première partie de cette interpolation ressemble fortement à Azarias, un autre poème anglo-saxon qui apparaît dans le Livre d'Exeter.

## Date et auteur
Ni la date de composition, ni l'auteur de Daniel ne sont connus. Du fait même de son sujet, il ne peut avoir été composé avant la conversion des Anglo-Saxons au christianisme. Le premier poète anglo-saxon connu est Cædmon, un moine de l'abbaye de Whitby actif à l'époque de l'abbesse Hilda, entre 657 et 680. Il ne subsiste quasiment rien de son œuvre, mais Bède le Vénérable indique qu'il a mis en vers de nombreux passages de la Bible, dont « la création du monde, l'origine de l'homme et toute l'histoire de la Genèse », ainsi que « la sortie d'Égypte des enfants d'Israël et leur entrée en Terre promise, et beaucoup d'autres épisodes des Saintes Écritures ». La ressemblance entre le contenu du manuscrit Junius et la description de Bède incite le premier éditeur du manuscrit, François du Jon, à croire qu'il s'agit de poèmes écrits par Cædmon. Son édition, parue en 1655, s'intitule ainsi Cædmonis monachi paraphrasis poetica Genesios ac praecipuarum sacrae paginae historiarum…. Cette attribution reste incontestée jusqu'au milieu du XIXe siècle. Elle finit par être abandonnée au regard des considérables différences stylistiques qui séparent les poèmes, mais l'appellation de « manuscrit de Cædmon » continue à être employée pour désigner le manuscrit Junius 11.